# Hever Castle

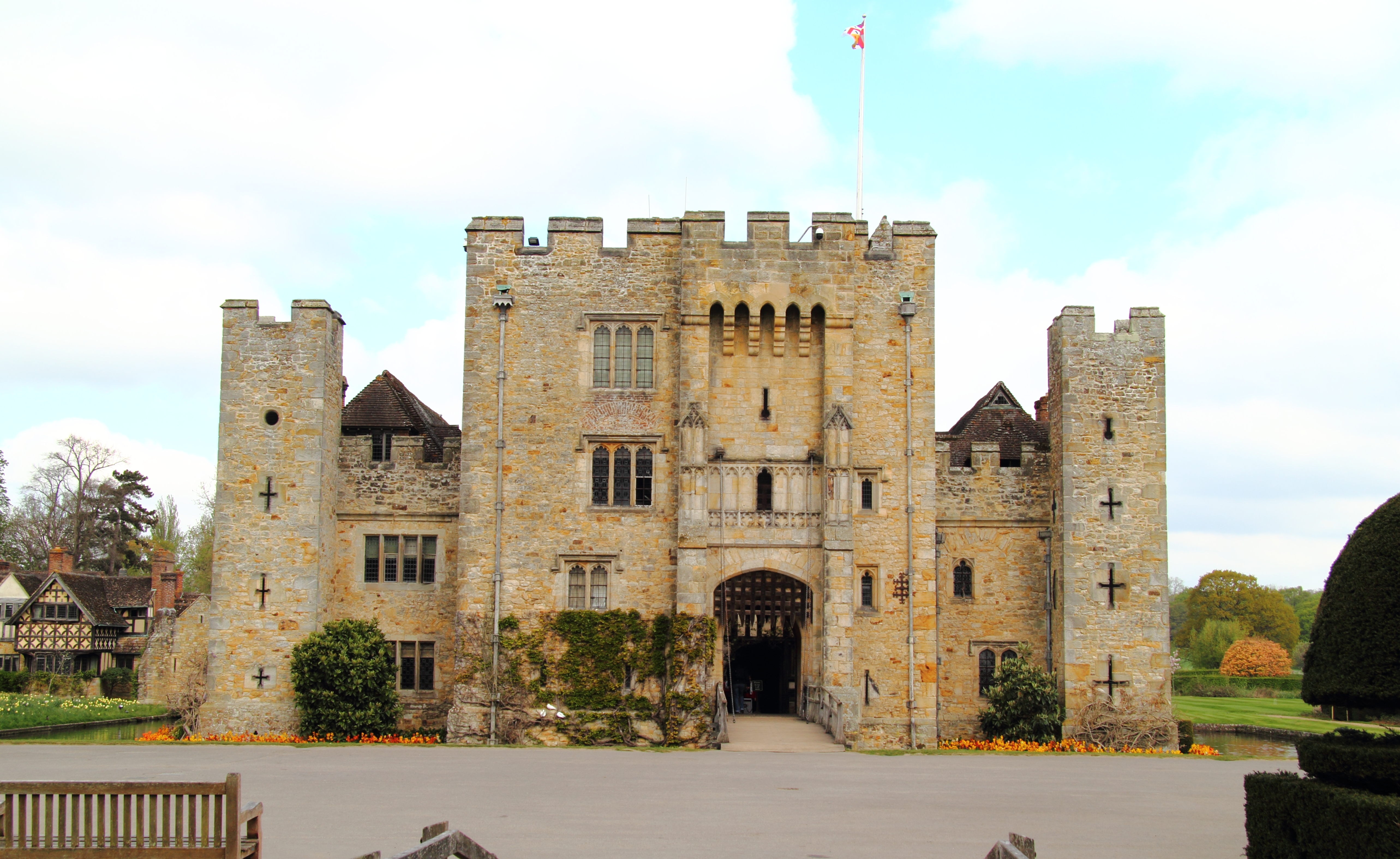
Hever Castle

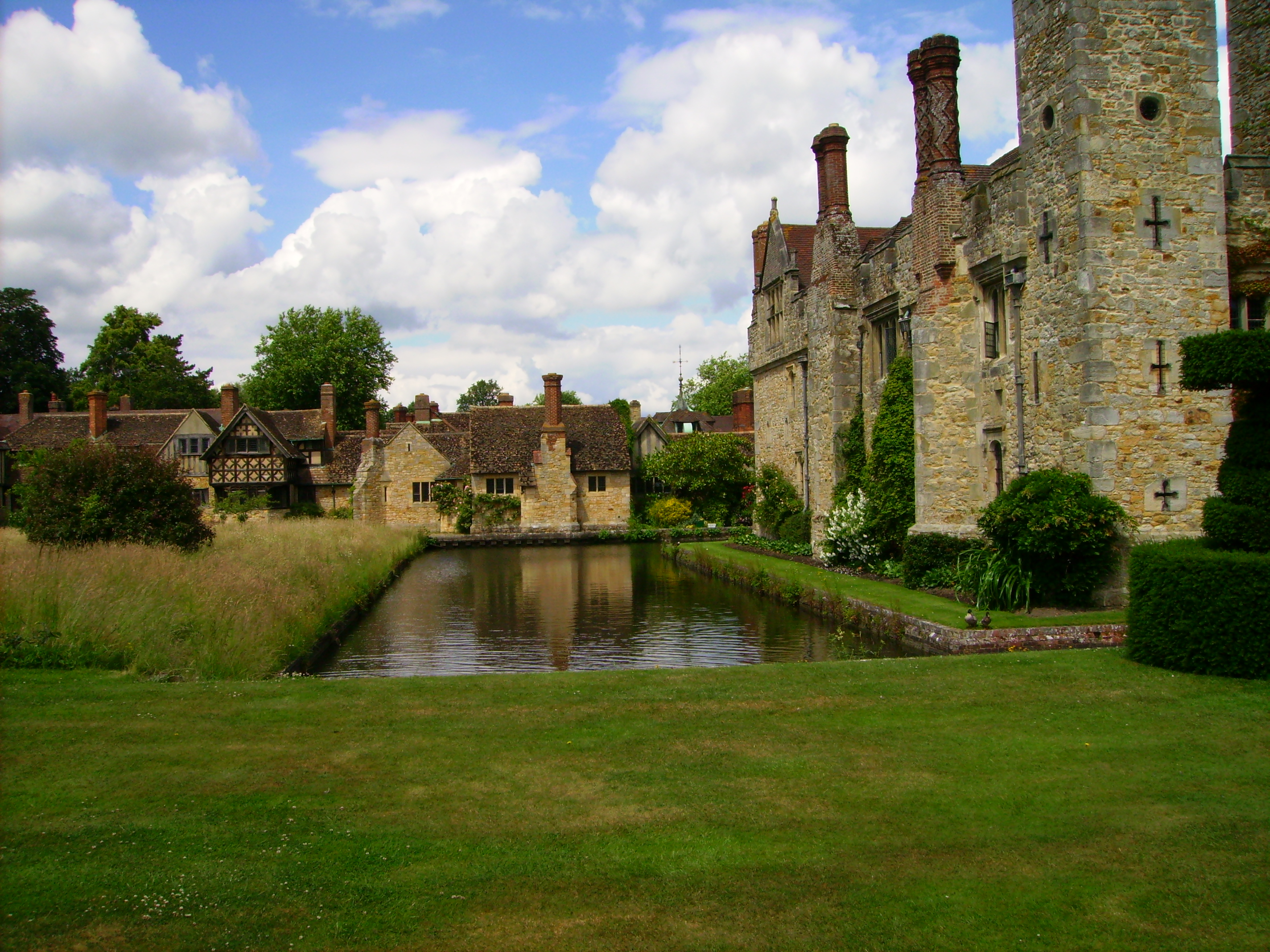
Das Schloss und angrenzende Bauernhäuser

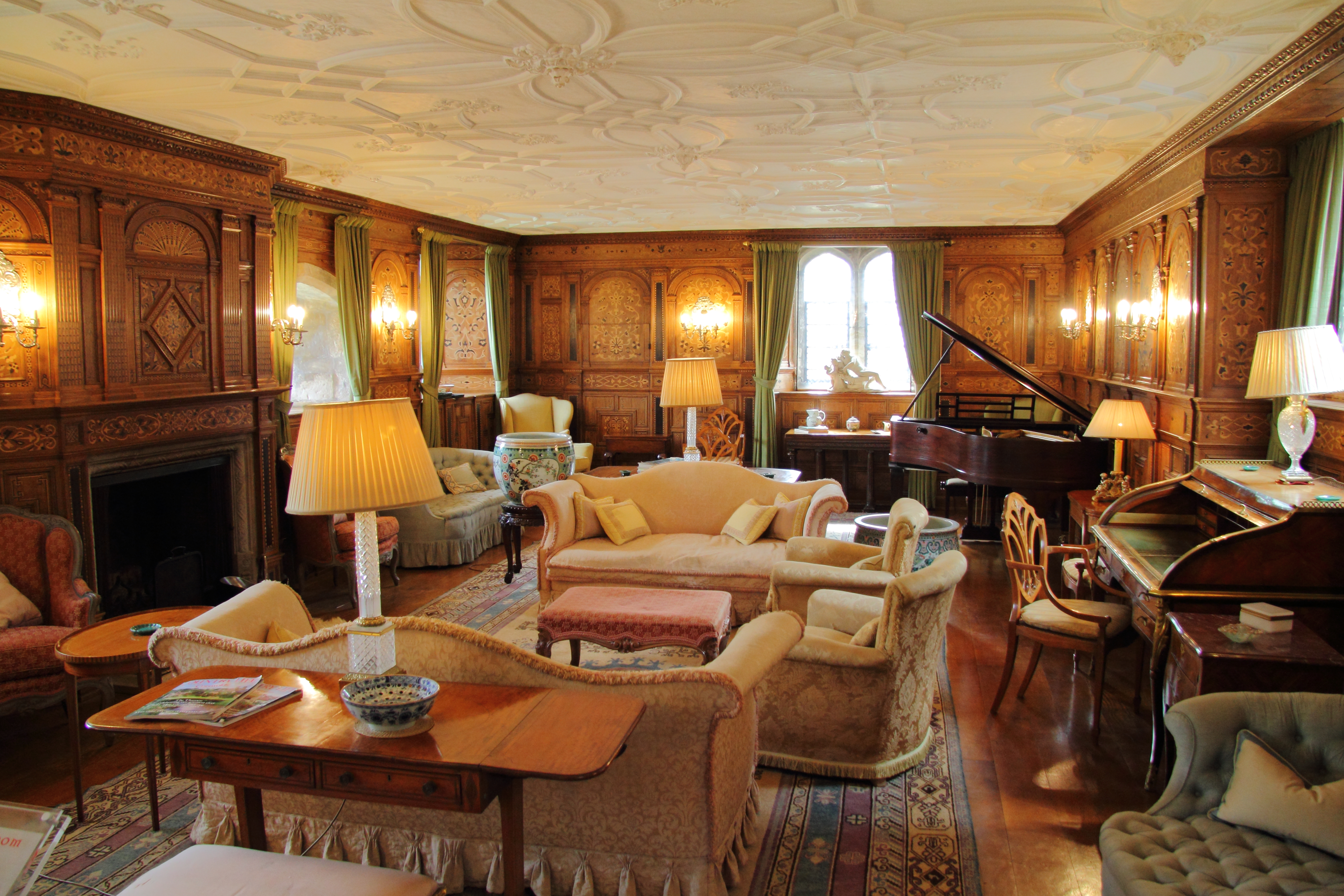
Im 20. Jahrhundert eingerichtetes modernes Wohnzimmer („drawing room“)

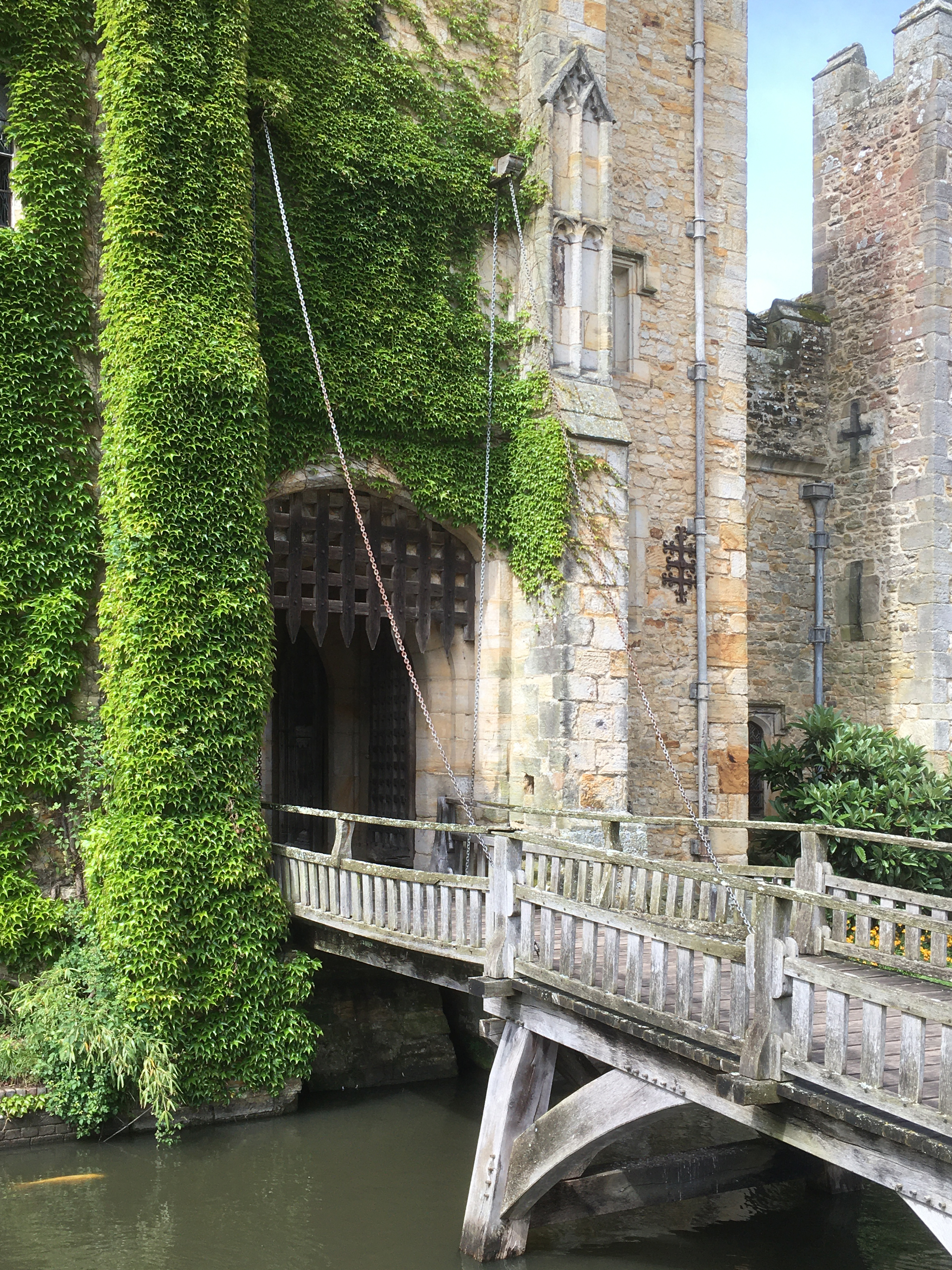
Torhaus, Zugbrücke und Fallgatter

Hever Castle ist ein Schloss der Nähe des Dorfes Hever bei Edenbridge, Kent, Großbritannien.

## Geschichte
Hever Castle war der Landsitz der Familie Boleyn. Im 13. Jahrhundert als Landhaus errichtet, wurde es 1462 von Geoffrey Boleyn, dem Lord Mayor of London, zum Herrenhaus umgebaut. Die Überreste der Fachwerkwohnung sind zwischen den Steinmauern der Befestigung zu erkennen. Einige Zeit nach 1505 bezog die Boleyn-Familie Hever Castle. Anne Boleyn und ihre Geschwister Mary Boleyn und George Boleyn verbrachten hier einen Teil ihrer Kindheit, bevor Anne zwischen 1513 und 1521 zur Erziehung in die Niederlande und an den französischen Königshof geschickt wurde. Drei Jahre nach der Hochzeit von Anne Boleyn mit König Heinrich VIII. wurden Anne und ihr Bruder George 1536 wegen Hochverrats hingerichtet. Ihr Vater Thomas Boleyn starb 1539. Anschließend kam Hever Castle in den Besitz von Heinrich VIII., der es 1540 nach seiner Scheidung Anna von Kleve übereignete, die aber vermutlich nur wenig Zeit dort verbrachte.
In der Folgezeit wechselte das Gebäude mehrfach die Eigentümer, darunter waren die Waldegrave-Familie im Jahr 1557 und die Meade-Waldo-Familie von 1749 bis 1903. In der letzten Periode verfiel das von verschiedenen privaten Pächtern genutzte Gebäude mehr und mehr.
1903 erwarb der britisch-amerikanischen Millionär William Waldorf Astor das Anwesen zusammen mit 51 ha Grundbesitz. Nach der Heirat seines Sohnes Waldorf Astor mit Nancy Witcher Langhorne im Jahr 1906 überließ er dem Paar seinen Wohnsitz in Cliveden und siedelte nach Hever Castle um, das er mit hohem Aufwand vollständig restauriert bzw. im pseudo-mittelalterlichen Stil neu gebaut hatte. Ein außerhalb des Burggrabens gelegenes Dörfchen wurde ebenfalls im pseudo-Tudor-Stil umgebaut und erweitert.
Zu seiner Hochzeit 1916 mit Lady Violet Mary Elliot-Murray-Kynynmound erhielt Astors jüngster Sohn, John Jacob Astor V. (1886–1971), der 1956 als Baron Astor of Hever geadelt wurde, Hever Castle. Das Anwesen ist heute ein Konferenzzentrum, die Burg ist jedoch für die Öffentlichkeit zugänglich. Das eindrucksvolle Pförtnerhaus ist der einzige erhaltene mittelalterliche Teil von Hever Castle.

## Garten

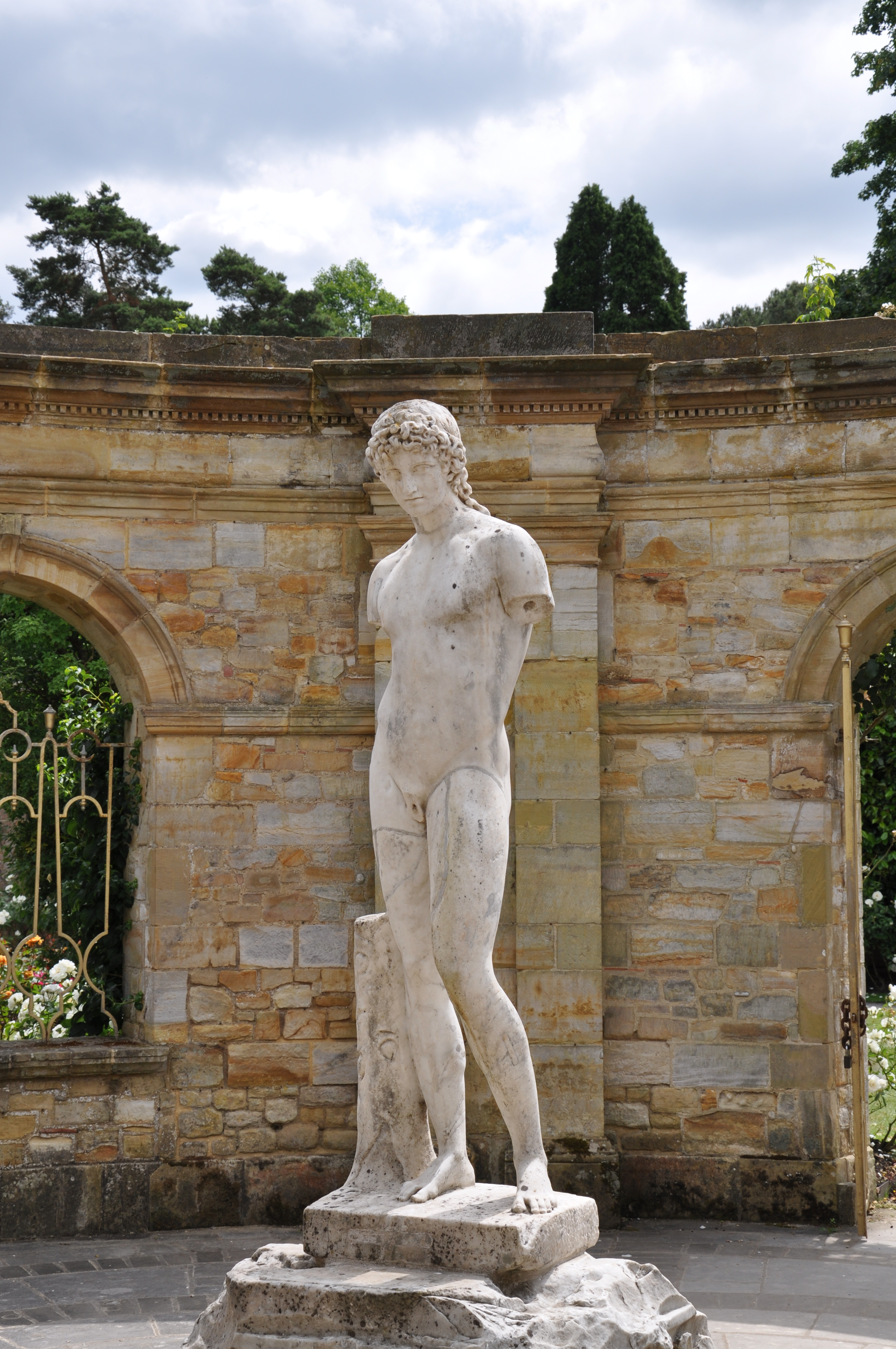
Statue in den Italienischen Gärten von Hever Castle

Astor ließ von dem Architekten Frank Pearson einen 1,6 ha großen ummauerten Garten im italienischen Stil anlegen, für den er zahlreiche Skulpturen und Pflanzgefäße aus der Villa Borghese importierte. Ein Pavillon im palladischen Stil, eine Loggia mit Blick auf einen großen künstlichen See mit 7 ha großer Insel und eine Nachbildung des Trevi-Brunnens vervollständigen das Ensemble. Die Mauer an der Loggia wurde im pompejanischen Stil gestaltet, sie enthält Nischen und Rotunden für Statuen und andere in Rom geplünderte archäologische Funde.
Der quadratische Eiben-Irrgarten wurde im Jahr 1904 angelegt. 2013 wurden die Eiben radikal zurückgeschnitten, um die ursprüngliche Form wiederherzustellen. In der Nähe befindet sich eine Gruppe von Formbüschen, die als Schachfiguren geschnitten wurden und ein Anne-Boleyn-Garten, der mit Gartenpflanzen aus ihrer Lebenszeit gestaltet ist. Annes Baumgarten mit Spalierobst beherbergt Bienenstöcke. Ein kleines Wasser-Labyrinth wurde 1987 eröffnet. Zum umfangreichen, vielfältig gestalteten Garten zählt unter anderem ein Rosengarten, ein blauer Garten und der Diana Walk mit Staudenpflanzungen im Präriestil.